# Giro d’Italia 2011/Etappen
Dieser Artikel fasst die Etappen des Giro d’Italia 2011 zusammen.

## 1. Etappe am 7. Mai vonVenaria RealenachTurin(19,3 km;Mannschaftszeitfahren)
Der Auftakt des 94. Giro d’Italia fand anlässlich des 150. Jahrestages der italienischen Einheit in der ersten gesamtitalienischen Hauptstadt Turin statt. Ein Mannschaftszeitfahren führte die 23 Teams vom Königsschloss auf einem flachen Kurs nach Turin hinein.
Das Team Omega Pharma-Lotto ging um 15:50 Uhr als erstes Team von der Startrampe. Sie legten im Ziel eine Zeit von 21:21 Minuten vor. Das Team Androni Giocattoli leistete sich einen kleinen Fehlstart, war dann bei der Zwischenzeit zwar eine Sekunde schneller, im Ziel lagen sie aber hinter dem belgischen Team, genau wie die meisten nach ihnen gestarteten Teams. Das Rabobank Cycling Team ist das erste Team, das mit nur vier Sekunden Rückstand in die Nähe der Bestzeit kam. Erst das Team HTC-Highroad konnte im Ziel mit 20:59 Minuten eine neue Bestmarke aufstellen, obwohl bei der Zwischenzeit einige andere Teams die Zeit von Omega Pharma-Lotto unterbieten konnten. Mit zehn Sekunden Rückstand erreichte das Team RadioShack den zweiten Platz. Vor dem überraschend starken zeitgleichen Omega-Team konnte sich noch Liquigas-Cannondale auf den dritten Platz schieben. Das Team Euskaltel-Euskadi erreichte nur den letzten Platz, wodurch der Spanier Igor Antón von allen Mitfavoriten am meisten Zeit verlor. Als letztes Team startete das Movistar Team. Das Rosa Trikot des Gesamtführenden übernahm zum zweiten Mal in seiner Karriere nach 2007 der italienische Zeitfahrmeister Marco Pinotti, der als erster Fahrer seines Teams über den Zielstrich fuhr.

### Zwischenstand
Zwischenzeitmesspunkt (9,1 km)
| Erster   | HTC-Highroad | 9:48 min |
| Zweiter  |              |          |
| Dritter  |              |          |
| Vierter  |              |          |
| Fünfter  |              |          |
| Sechster |              |          |
| Siebter  |              |          |
| Achter   |              |          |
| Neunter  |              |          |
| Zehnter  |              |          |

## 2. Etappe am 8. Mai vonAlbanachParma(244 km)
Die mit 244 Kilometern längste, aber bis auf eine kleine Bergwertung völlig flache Etappe nach Parma wurde lange Zeit vom Deutschen Sebastian Lang vom Team Omega Pharma-Lotto bestimmt, der sich nach drei Kilometern vom Feld absetzte und als Solist an der Spitze bis zu 20 Minuten Vorsprung herausfuhr. Beim Zwischensprint lag der Vorsprung allerdings nur noch bei etwa 3:30 Minuten, Wouter Weylandt erreichte hier den zweiten Platz. Nach dem Gewinn der einzigen Bergwertung des Tages 33 Kilometer vor dem Ziel des Tages ließ sich Lang, inzwischen nur noch mit knapp über zwei Minuten Vorsprung, ins Feld zurückfallen. Auch eine weitere Attacke von acht Fahrern, die von Leonardo Giordani initiiert wurde, wurde vom Feld vereitelt, wobei es auch zu einem Sturz von Eduard Worganow kam.
Somit kam es zum Massensprint, in dem Alessandro Petacchi von Lampre-ISD unter heftigem Protest des Zweitplatzierten Mark Cavendish (HTC-Highroad), der eine Behinderung vonseiten des Italieners erkannt haben wollte, den Sieg herausfuhr. Dank der Zeitbonifikation von zwölf Sekunden für den Zweiten übernahm Cavendish aber die „Maglia Rosa“ von seinem Teamkollegen Marco Pinotti.

### Zwischensprint
Zwischensprint in Salsomaggiore Terme (202,6 km)
| Erster   | Sebastian Lang  | 5 P. |
| Zweiter  | Wouter Weylandt | 4 P. |
| Dritter  | Jan Bakelants   | 3 P. |
| Vierter  | Alan Marangoni  | 2 P. |
| Fünfter  | Valerio Agnoli  | 1 P. |
| Sechster | Matteo Tosatto  | 0 P. |

### Bergwertung
Tabiano Castello, Kategorie 4 (210,4 km)
| Erster  | Sebastian Lang    | 3 P. |
| Zweiter | Valerio Agnoli    | 2 P. |
| Dritter | Cristiano Salerno | 1 P. |

## 3. Etappe am 9. Mai vonReggio nell’EmilianachRapallo(173 km)
Das dritte Teilstück führte über 173 Kilometer von Reggio Emilia an die Meeresküste nach Rapallo. Neben dem Sprint waren zwei Bergwertungen zu absolvieren, einer der 3. und einer der 4. Kategorie, die letztlich einen Massensprint verhinderten.
Bart De Clercq von Omega Pharma-Lotto, Gianluca Brambilla (Colnago-CSF Inox), Pavel Brutt vom Katjuscha und Davide Ricci Bitti (Farnese Vini-Neri Sottoli) bildeten die Ausreißergruppe des Tages, die sich nach etwa 30 Kilometern gebildet hatte und einen Maximalvorsprung von ungefähr sechs Minuten erarbeiten konnte. Mark Cavendish war in einen ersten Sturz des Tages verwickelt, wodurch er kurz den Anschluss verlor. Am Passo del Bocco, einer sechs Kilometer langen Bergwertung der dritten Kategorie, gab es mehrere Attacken an der Spitze, wobei Brambilla siegreich war und damit ins Grüne Trikot des Bergbesten fuhr. Bitti verlor den Anschluss an die anderen drei, schloss aber in der Abfahrt wieder zum Führungstrio auf. Noch vor der folgenden Bergwertung wurde die Gruppe allerdings eingeholt. Dort griff eine sechsköpfige Gruppe um Fabian Wegmann (Leopard Trek)an, während der Gesamtführende Mark Cavendish den Anschluss ans Feld verlor. Christophe Le Mével vom Team Garmin-Cervélo gewann die Bergwertung vor Pablo Lastras vom Movistar Team und Daniel Moreno (Katjuscha). Danach konnten sich die drei zusammen mit Ángel Vicioso (Androni Giocattoli) absetzen. Jérôme Pineau war unterdessen der nächste Angreifer. Auf der Abfahrt und einer anschließenden kurzen Welle schloss auch noch Le Mévels Teamkollege David Millar zur Spitze auf, die vom Hauptfeld nicht mehr eingeholt werden konnte und den Tagessieg schließlich unter sich ausmachte. Der Spanier Ángel Vicioso war hierbei im Sprint nicht zu schlagen, der Tageszweite Millar übernahm dafür das Rosa Trikot. Bram Tankink und Pineau, die sich ebenfalls aus dem Feld gelöst hatten, kamen mit zwölf Sekunden Rückstand als erste Verfolger ins Ziel. Sacha Modolo gewann den Sprint des Pelotons um Rang acht. Cavendish rollte schließlich in einer abgehängten Gruppe ins Ziel.

### Tod Weylandts
Überschattet wurde das sportliche Geschehen vom tödlichen Unfall des belgischen Profis Wouter Weylandt, der auf der Abfahrt vom Passo del Bocco mit dem Pedal seines Rades an einem Randstein streifte, wobei sich das Pedal löste und Weylandt ungefähr zwanzig Meter durch die Luft geschleudert wurde und gegen eine Mauer prallte, bevor er kurz darauf seinen schweren Kopfverletzungen trotz der Reanimationsversuche des Rettungsteams erlag. Daraufhin wurde die Siegerehrung nach Ende der Etappe abgesagt.

### Zwischensprint
Zwischensprint in Chiavari (160,1 km)
| Erster   | Matteo Tosatto        | 5 P. |
| Zweiter  | Marco Marzano         | 4 P. |
| Dritter  | Alberto Contador      | 3 P. |
| Vierter  | Aljaksandr Kuschynski | 2 P. |
| Fünfter  | Danilo Hondo          | 1 P. |
| Sechster | Stefano Garzelli      | 0 P. |

### Bergwertungen
Passo del Bocco, Kategorie 3 (133,3 km)
| Erster  | Gianluca Brambilla | 5 P. |
| Zweiter | Pavel Brutt        | 3 P. |
| Dritter | Bart De Clercq     | 2 P. |
| Vierter | Davide Ricci Bitti | 1 P. |

Madonna delle Grazie, Kategorie 4 (164 km)
| Erster  | Christophe Le Mével | 3 P. |
| Zweiter | Pablo Lastras       | 2 P. |
| Dritter | Daniel Moreno       | 1 P. |

## 4. Etappe am 10. Mai vonGenua/Quarto dei Mille nachLivorno(216 km)
Am vierten Tag sollte der Weg das Feld über den Passo del Bracco, eine Bergwertung der dritten Kategorie, sowie über Pisa nach Livorno führen. Ungefähr 18 Kilometer vor dem Ziel bot eine Bergwertung der vierten Kategorie Gelegenheit zur Attacke.
Doch einen Tag nach dem Tod des Belgiers Wouter Weylandt wurde der Abschnitt auf Wunsch der Fahrer allerdings neutralisiert gefahren, wobei auf den letzten fünf Kilometern das geschlossene Leopard-Trek-Team von Weylandt sowie sein guter Freund Tyler Farrar vom Team Garmin-Cervélo an die Spitze des Pelotons fuhren und sichtlich gerührt Arm in Arm die Ziellinie überquerten. Die Gesamtstände in allen Klassements, die sich nach der dritten Etappe ergeben hatten, wurden an diesem Tag beibehalten.

## 5. Etappe am 11. Mai vonPiombinonachOrvieto(191 km)

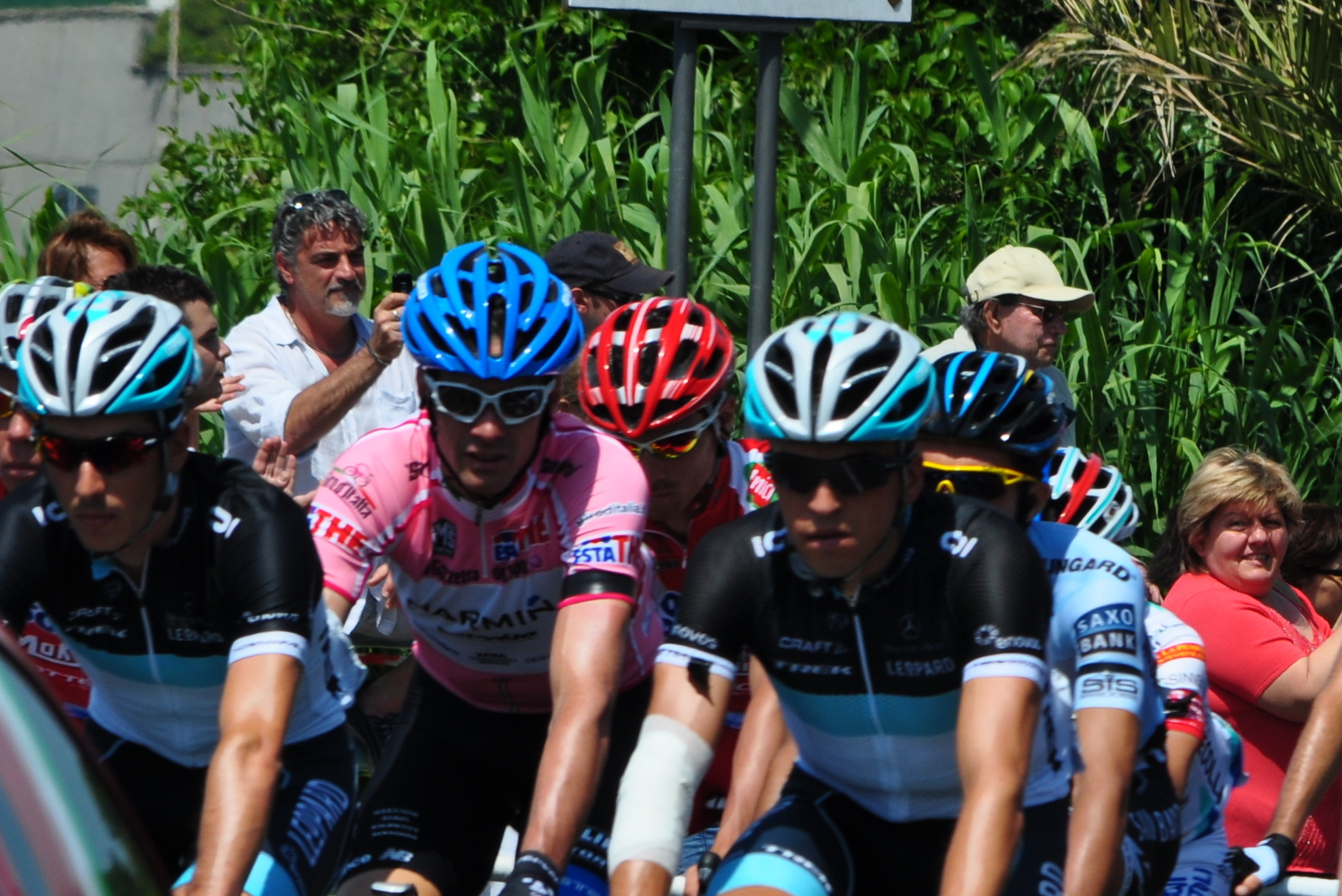
David Millar im „Maglia Rosa“

Die fünfte Etappe führte die Fahrer von der Küstenstadt Piombino ins Landesinnere nach Orvieto. Nach einem recht flachen Beginn folgte nach einem kleineren Anstieg ein etwas längerer Hügel, auf dem der Zwischensprint des Tages ausgefahren wurde. Nach einer kurzen Abfahrt stieg das Gelände erneut an zur ersten Bergwertung der dritten Kategorie. Eine weitere Bergwertung gleicher Kategorie stand wenig später an, allerdings war die aufwärts führende Straße nicht asphaltiert oder gepflastert. Noch vor der ansteigenden Zielankunft folgte ein weiterer Schotterabschnitt.
Nach dem Tod von Wouter Weylandt zogen sich seine Leopard-Trek-Mannschaft sowie sein guter Freund Tyler Farrar vom Rennen zurück. Mann des fünften Tages war der Schweizer Martin Kohler vom BMC Racing Team, der als Solist das Rennen mit einem Maximalvorsprung von knapp 13 Minuten anführte. Er hatte sich nach zwölf Kilometern vom Feld gelöst. Auf seiner Alleinfahrt gewann er die Sprintwertungen und beide Bergwertungen, womit er sich das Maglia Verde sicherte. Während sich sein Vorsprung wieder verkürzte stürzte hinter ihm der Gesamtführende David Millar 75 Kilometer vor dem Ziel und trug einige blutende Wunden davon. Auf dem Schotter-Anstieg Croce di Fighine wurde der Rückstand des Feldes zu Kohler weiter verkürzt, Jaroslaw Popowytsch griff vor der Bergkuppe an, konnte sich aber nicht absetzen. Andere Fluchtversuche scheiterten ebenfalls. Es bildete sich eine kleinere Favoritengruppe, die geschlossen die Bergwertung überquerten. Auf der Abfahrt konnten sich unter anderem Vincenzo Nibali und Giovanni Visconti absetzen, allerdings wurden alle Fahrer aber wieder eingefangen. Bram Tankink und Dario Cataldo konnten sich schließlich lösen, John Gadret und Rafael Valls sowie weitere Fahrer nahmen die Verfolgung auf. Nach Sturz und Defekt wurden aber auch Tankink und Cataldo wieder eingeholt und fielen sogar zurück. Der zwischenzeitlich abgehängte David Millar kam wieder an die anderen Favoriten heran, während auf den folgenden Schotterabschnitten zahlreiche Fahrer mit Defekt oder Sturz zurückfielen, darunter auch wieder Millar. Einen schweren Sturz erlitt Tom Slagter. 15 Kilometer vor dem Ende attackierten Pieter Weening (Rabobank Cycling Team) und John Gadret (Ag2r La Mondiale), denen Marco Pinotti folgte, sie aber nicht erreichen konnte. Weening und Gadret konnten bald zu Kohler aufschließen. Weening setzte sich dann allein ab, während Gadret und Kohler eingeholt wurden. Hinter ihm gab es erneut Tempoverschärfungen und Angriffe, unter anderem von Michele Scarponi, während Weening, der einen zwischenzeitlichen Maximalvorsprung von vierzig Sekunden erreichte, allein den Etappensieg einfuhr. Fabio Duarte führe die Verfolgergruppe mit einem Rückstand von acht Sekunden an. Da David Millar war auf dem abschließenden Anstieg nach Orvieto erneut abgehängt worden war, reichte es auch zum Rosa Trikot für Weening.

### Zwischensprint
Zwischensprint in Arcidosso (106,6 km)
| Erster   | Martin Kohler        | 5 P. |
| Zweiter  | Jan Bakelants        | 4 P. |
| Dritter  | Tiziano Dall’Antonia | 3 P. |
| Vierter  | Murilo Fischer       | 2 P. |
| Fünfter  | Danilo Hondo         | 1 P. |
| Sechster | Klaas Lodewyck       | 0 P. |

### Bergwertungen
Saragiolo, Kategorie 3 (120,4 km)
| Erster  | Martin Kohler       | 5 P. |
| Zweiter | Gianluca Brambilla  | 3 P. |
| Dritter | Christophe Le Mével | 2 P. |
| Vierter | Filippo Savini      | 1 P. |

Croce di Fighine, Kategorie 3 (155 km)
| Erster  | Martin Kohler    | 5 P. |
| Zweiter | Roman Kreuziger  | 3 P. |
| Dritter | Michele Scarponi | 2 P. |
| Vierter | Stefano Garzelli | 1 P. |

## 6. Etappe am 12. Mai vonOrvietonachFiuggi(216 km)
Der sechste Tagesabschnitt verlief auf welligem Terrain vorbei an Italiens Hauptstadt Rom über 216 Kilometer nach Süden. Schon 42 Kilometer nach dem Start stand die einzige Bergwertung an, später folgte ein Zwischensprint. Die letzten Kilometer nach Fiuggi verliefen bergauf.
Jussi Veikkanen (Omega Pharma-Lotto) und Kristof Vandewalle (Quick Step) initiierten die Ausreißergruppe des Tages, zu der sich später noch Sacha Modolo (Colnago-CSF Inox), Jaroslaw Popowytsch (Team RadioShack) und Frederik Veuchelen (Vacansoleil-DCM) gesellten. Sie konnten einen zeitweisen Vorsprung von 5:30 Minuten herausfahren und blieben zusammen, bis Modolo, der die Bergwertung gewann, 45 Kilometer vor dem Ziel an einem kleinen Anstieg zurückfiel. 23 Kilometer vor dem Ziel musste dann an einer weiteren Steigung auch Veikkanen abreißen lassen, während aus dem Feld heraus der junge Italiener Stefano Pirazzi vom Team Colnago-CSF Inox eine Attacke setzte, die allerdings nach nicht einmal zehn Kilometern wieder beendet war. Zuvor wurden Modolo und Veikkanen aus der Spitzengruppe eingeholt. Am Beginn des Zielanstiegs ließ dann Kristof Vandewalle seine Fluchtgefährten stehen, nachdem Popowytsch lange Zeit die Führungsarbeit leistete, die bald vom Hauptfeld eingeholt wurden. Hinter dem Feld bildete sich wieder eine Gruppe aus abghängten Fahrern. Es folgten zahlreiche Attacken aus dem Feld, unter anderen zeigten sich David Millar, Robert Kišerlovski, Emanuele Sella und der Schweizer Mathias Frank, doch keine davon führte zum Erfolg. Auch Vandewalles langer Tag als Ausreißer war an der Zwei-Kilometer-Marke zu Ende, sodass ein Massensprint über den Tagessieg entscheiden musste. Hierbei konnte sich der Spanier Ventoso vom Movistar Team gegen Alessandro Petacchi im Maglia Rosso durchsetzen. In der Gesamtwertung ergaben sich somit keine Änderungen der Zeitabstände bei den vorderen Plätzen, aber Kanstanzin Siuzou und Marco Pinotti tauschten die Plätze.

### Zwischensprint
Zwischensprint in Cave (159,8 km)
| Erster   | Kristof Vandewalle  | 5 P. |
| Zweiter  | Jussi Veikkanen     | 4 P. |
| Dritter  | Sacha Modolo        | 3 P. |
| Vierter  | Frederik Veuchelen  | 2 P. |
| Fünfter  | Jaroslaw Popowytsch | 1 P. |
| Sechster | Leonardo Giordani   | 0 P. |

### Bergwertung
Soriano nel Cimino, Kategorie 4 (41,7 km)
| Erster  | Sacha Modolo        | 3 P. |
| Zweiter | Jaroslaw Popowytsch | 2 P. |
| Dritter | Jussi Veikkanen     | 1 P. |

## 7. Etappe am 13. Mai vonMaddaloninachMontevergine di Mercogliano(110 km)
Nach einem langen Transfer stand auf der nur 110 Kilometer kurzen siebten Etappe die erste Bergankunft des Rennens an. Zuvor musste auch noch eine Bergwertung der 2. Kategorie bezwungen werden. Auch der abschließende Anstieg hinauf nach Montevergine di Mercogliano war in die 2. Kategorie eingestuft und brachte die Favoriten in der Gesamtwertung nach vorn.
Als Ausreißer bestimmten Federico Canuti (Colnago-CSF Inox), Lars Bak (HTC-Highroad), der italienische Meister Giovanni Visconti (Farnese Vini-Neri Sottoli), Matteo Montaguti (Ag2r La Mondiale) und Jérôme Pineau (Quick Step) bis zum ersten Berg des Tages das Geschehen. Sie konnten sich aus einer ursprünglich zehnköpfigen Spitzengruppe absetzen, die von Canuti, Pineau, Julien Bérard, und Eduard Worganow initiiert wurde. Am Monte Taburno, in den die Spitzengruppe mit 2:30 Minuten Vorsprung ging, waren es zuerst Sebastian Lang und Pierre Cazaux, die aus dem Hauptfeld heraus attackierten. Beide wurden allerdings wieder eingeholt, Lang wegen eines technischen Defekts. Stattdessen fuhr Geburtstagskind Johnny Hoogerland von Vacansoleil-DCM davon. Die Bergwertung gewann Canuti, der sich kurz absetzte, zu Fall kam und dadurch von seinen Verfolgern wieder eingeholt wurde. Hoogerland schloss nach der Abfahrt vom Taburno zur Spitze auf und setzte sich kurz allein an die Spitze und übernahm danach oft die Führungsarbeit der Gruppe. Zwischenzeitlich gewann Montaguti den Zwischensprint. Doch hinten im Feld machten einige Mannschaften, vor allem Acqua e Sapone, Tempo, sodass der Abstand vor dem Beginn des Schlussanstiegs nur noch eine Minute betrug. Nach und nach wurden nun die einstmals führenden Fahrer eingeholt, als Letzter Lars Ytting Bak acht Kilometer vor dem Ziel, der die letzte Attacke der Ausreißer ritt. Derweil hatte es hinten im Feld mehrere Angriffe gegeben, andere folgten noch, so zum Beispiel von Stefano Pirazzi, der auch kurz vor dem Ziel noch einmal das Tempo verschärfte. Doch nur der junge Belgier Bart De Clercq (Omega Pharma-Lotto) schaffte es, sich etwas abzusetzen. An der Drei-Kilometer-Marke betrug sein Abstand zur Favoritengruppe noch eine halbe Minute, doch auf dem Zielstrich wurde De Clercq noch von den heransprintenden Michele Scarponi, Roman Kreuziger und Stefano Garzelli gestellt und rettete seinen bisher größten Karriereerfolg nur um wenige Zentimeter ins Ziel.

### Zwischensprint
Zwischensprint in Avellino (89 km)
| Erster   | Matteo Montaguti  | 5 P. |
| Zweiter  | Giovanni Visconti | 4 P. |
| Dritter  | Lars Bak          | 3 P. |
| Vierter  | Federico Canuti   | 2 P. |
| Fünfter  | Johnny Hoogerland | 1 P. |
| Sechster | Jérôme Pineau     | 0 P. |

### Bergwertungen
Serra della Strada, Kategorie 2 (66,1 km)
| Erster  | Federico Canuti   | 9 P. |
| Zweiter | Jérôme Pineau     | 5 P. |
| Dritter | Giovanni Visconti | 3 P. |
| Vierter | Lars Bak          | 2 P. |
| Fünfter | Matteo Montaguti  | 1 P. |

Bergankunft in Montevergine di Mercogliano, Kategorie 2 (110 km)
| Erster  | Bart De Clercq   | 9 P. |
| Zweiter | Michele Scarponi | 5 P. |
| Dritter | Roman Kreuziger  | 3 P. |
| Vierter | Stefano Garzelli | 2 P. |
| Fünfter | Vincenzo Nibali  | 1 P. |

## 8. Etappe am 14. Mai vonSaprinachTropea(217 km)
Auf die erste Bergankunft des Rennens folgte ein langer, aber flacher Abschnitt ohne Bergwertung und einer Sprintwertung bei Kilometer 192. Das Rennen war darauf ausgelegt, in einem Massensprint zu enden.
Die beiden Italiener Mirko Selvaggi (Vacansoleil-DCM) und Leonardo Giordani (Farnese Vini-Neri Sottoli) machten sich schon nach zwei Kilometern alleine auf den Weg Richtung Ziel. Zwischenzeitlich bauten sie ihren Vorsprung auf knapp elf Minuten aus. Das Team HTC-Highroad machten die Tempoarbeit für ihren Sprinter Mark Cavendish, nachdem die Chancen auf einen Massensprint aufgrund des großen Vorsprungs zu schmelzen schienen. Lange konnten die beiden Italiener ihren Vorsprung aber noch verteidigen, wobei Selvaggi noch den Zwischensprint gewann, bis sie 7,5 Kilometer vor dem Ziel vom Hauptfeld geschluckt wurden. Daraufhin übernahm das Team Farnese Vini-Neri Sottoli die Tempoarbeit und deren Fahrer Oscar Gatto konnte zwei Kilometer vor dem Ziel eine kleine Lücke zwischen ihm und dem Hauptfeld reißen, einzig Alberto Contador konnte ihm folgen. Gatto gewann den Zielsprint gegen Contador und konnte sich damit den ersten Etappensieg bei einer großen Landesrundfahrt sichern. Das Feld kam fünf Sekunden später ins Ziel, der Sprinter von Lampre-ISD Alessandro Petacchi gewann den Massensprint um den dritten Platz. In der Gesamtwertung gab es bei den vorderen Plätzen keine Veränderung.

### Zwischensprint
Zwischensprint in Vibo Valentia Marina (192 km)
| Erster   | Mirko Selvaggi    | 5 P. |
| Zweiter  | Leonardo Giordani | 4 P. |
| Dritter  | Patrick Gretsch   | 3 P. |
| Vierter  | František Raboň   | 2 P. |
| Fünfter  | Addy Engels       | 1 P. |
| Sechster | Marco Pinotti     | 0 P. |

## 9. Etappe am 15. Mai vonMessinaauf denÄtna(169 km)
Ein großes Highlight des diesjährigen Rennens fand am neunten Tage auf Sizilien statt, als mit dem Vulkan Ätna der erste Berg der 1. Kategorie 2011 anstand, der gleich zweimal von zwei verschiedenen Flanken erklommen werden musste.
Neun Fahrer lösten sich ziemlich früh im Rennen vom Hauptfeld, darunter die Außenseiter Giovanni Visconti (Farnese Vini-Neri Sottoli) und Jaroslaw Popowytsch (Team RadioShack), aber auch der Siebte in der Gesamtwertung Pablo Lastras vom Movistar Team. Sie bauten ihren Vorsprung maximal auf fünf Minuten aus. Maxim Belkow (Vacansoleil-DCM) machte sich an die Verfolgung, schaffte es aber nicht, die Führungsgruppe zu erreichen. Filippo Savini gewann die erste Überquerung der Bergwertung am Ätna. Nachdem die Jagd des Hauptfeldes begonnen hatte, hauptsächlich durch das Team Lampre-ISD, schrumpfte die Zeit auf 3:32 Minuten, doch stieg zwischenzeitlich wieder auf 4:27 Minuten. Zwanzig Kilometer vor dem Ziel begann der Aufstieg auf den Ätna. Bei noch dreizehn zu fahrenden Kilometern hatte die Ausreißergruppe, zu der auch Jan Bakelants von Omega Pharma-Lotto und der Schweizer Mathias Frank vom BMC Racing Team dazu gehörten, einen Vorsprung von zweieinhalb Minuten auf das Favoritenfeld. Bakelants versuchte sich vom Rest der Gruppe zu distanzieren, doch die anderen zogen mit. Später griff Frank an, dem Konterattacken folgten. Es bildete sich eine Spitzengruppe aus Bakelandts, Frank, Visconti und Lastras, der später abreißen lassen musste. Auch im Feld wurde nun das Tempo verschärft, wobei unter anderem Danilo Di Luca zurückfiel. Die anderen Ausreißer wurden nacheinander wieder eingeholt. Rund zehn Kilometer vor dem Ziel konnte der Gesamtführende Pieter Weening den Verfolgern bzw. Favoriten nicht mehr folgen. Währenddessen konnte Bakelants sich von den anderen beiden Ausreißern absetzen und fuhr solo weiter. José Rujano (Androni Giocattoli) fuhr aus der Favoritengruppe heraus und konnte eine Lücke zwischen diese reißen. Kurz darauf machte sich Alberto Contador auf den Weg, die Lücke wieder zu schließen. Auch Michele Scarponi versuchte Contador zu folgen, konnte dem hohen Tempo allerdings nicht folgen. Beide konnten zuvor aber Frank einholen. Vincenzo Nibali konnte durch Tempoerhöhung unterdessen Roman Kreuziger abhängen und fuhr zu Scarponi auf. Es bildete sich daraus aber wieder eine größere Gruppe, dazu gehörte auch Kanstanzin Siuzou. Nachdem Contador seinen Mitstreiter Rujano bat, die Tempoarbeit zu machen und dieser dem widersprach, machte sich Contador solo auf den Weg und gewann die Etappe mit drei Sekunden Vorsprung auf den Venezolaner. Er gewann damit, trotz seines Gesamtsieges im Vorjahr, seine erste Etappe beim Giro überhaupt und übernahm dabei noch das Maglia Rosa. Die Verfolger um Stefano Garzelli, Nibali, Kreuziger, David Arroyo und Siuzou verloren auf den letzten zwei Kilometern insgesamt 50 Sekunden auf das Duo.

### Zwischensprint
Zwischensprint in Acireale (122,7 km)
| Erster   | Pablo Lastras       | 5 P. |
| Zweiter  | Filippo Savini      | 4 P. |
| Dritter  | Jan Bakelants       | 3 P. |
| Vierter  | Jaroslaw Popowytsch | 2 P. |
| Fünfter  | Joan Horrach        | 1 P. |
| Sechster | Alessandro Vanotti  | 0 P. |

### Bergwertungen
Ätna, Kategorie 1 (90,2 km)
| Erster   | Filippo Savini      | 15 P. |
| Zweiter  | Mathias Frank       | 9 P.  |
| Dritter  | Jan Bakelants       | 5 P.  |
| Vierter  | Jaroslaw Popowytsch | 3 P.  |
| Fünfter  | Pablo Lastras       | 2 P.  |
| Sechster | Giovanni Visconti   | 1 P.  |

Bergankunft Ätna (Rif. Sapienza), Kategorie 1 (169 km)
| Erster   | Alberto Contador | 15 P. |
| Zweiter  | José Rujano      | 9 P.  |
| Dritter  | Stefano Garzelli | 5 P.  |
| Vierter  | Vincenzo Nibali  | 3 P.  |
| Fünfter  | Roman Kreuziger  | 2 P.  |
| Sechster | David Arroyo     | 1 P.  |

## 10. Etappe am 17. Mai vonTermolinachTeramo(159 km)
Nach einem Ruhetag und einem langen Transfer von Sizilien nach Norden folgte eine flache Etappe nach Teramo, die eine Bergwertung der vierten Kategorie bereithält. Einem Massensprint im Weg hätten die letzten ansteigenden Kilometer stehen können.
Fast unmittelbar nach dem Start starteten Fumiyuki Beppu (Team RadioShack) und Pierre Cazaux (Euskaltel-Euskadi) einen Ausreißversuch. Jurij Kriwzow vom Team ag2r La Mondiale schloss sich mit den anderen beiden Ausreißern zusammen und sie erreichten zusammen, den Vorsprung auf mehr als sechs Minuten auszubauen. Daraufhin begann das Team Saxo Bank SunGard mit der Tempoarbeit, um ihren Gesamtführenden Alberto Contador zu schützen, später übernahmen HTC-Highroad und andere Teams die Führungsarbeit. Der Japaner Beppu, der bereits die Bergwertung gewonnen hatte, machte den größten Teil der Tempoarbeit bei den Ausreißern und gewann den Zwischensprint bei 98 Kilometern vor Cazaux und Kriwzow. Bei 50 Kilometern vor dem Ziel hatte sich der Vorsprung auf weniger als drei Minuten verringert und daher beschloss das Peloton etwas Tempo rauszunehmen, um die Ausreißer nicht zu früh einzuholen und damit einer möglichen zweiter Ausreißergruppe hinterherfahren zu müssen. Später wurde die Verfolgungsarbeit wieder aufgenommen, sodass rund elf Kilometer vor dem Ziel die Ausreißergruppe eingeholt wurde und niemand einen Gegenangriff versuchte. Die Sprinterteams um HTC-Highroad für Mark Cavendish und das Movistar Team für Francisco José Ventoso bildeten die Spitze des Zuges. Drei Kilometer vor dem Ziel zeigte sich David Millar nochmal vorne und versuchte auf dem leicht ansteigenden Terrain dem Peloton zu entrinnen, bis das Team um Spitzensprinter Mark Cavendish ihn einholte. Danilo Hondo bereitete den Sprint für Alessandro Petacchi vor und ließ ihn schon 250 Meter vor dem Ziel ziehen. Das war jedoch viel zu früh, denn 150 Meter vor dem Ziel zog der Brite an und hatte keine Probleme, Petacchi zu überholen und sich seinen ersten Etappensieg beim diesjährigen Giro zu sichern. Selbst Francisco José Ventoso sprintete noch an dem Italiener vorbei und fuhr auf den zweiten Platz, der als Trost aber noch das Punktetrikot erringen konnte.

### Zwischensprint
Zwischensprint in Pescara (97,9 km)
| Erster   | Fumiyuki Beppu   | 5 P. |
| Zweiter  | Pierre Cazaux    | 4 P. |
| Dritter  | Jurij Kriwzow    | 3 P. |
| Vierter  | Jan Bakelants    | 2 P. |
| Fünfter  | Davide Malacarne | 1 P. |
| Sechster | Craig Lewis      | 0 P. |

### Bergwertungen
Vasto, Kategorie 4 (30,9 km)
| Erster  | Fumiyuki Beppu | 3 P. |
| Zweiter | Pierre Cazaux  | 2 P. |
| Dritter | Jurij Kriwzow  | 1 P. |

## 11. Etappe am 18. Mai vonTortoreto LidonachCastelfidardo(144 km)
Auch die weiter nach Norden führende 11. Etappe war nicht sehr lang, dafür aber sehr wellig. Vier Bergwertungen der 4. Kategorie wurden passiert, und auch zum Ziel nach Castelfidardo musste ein kurzer, aber steiler Hügel bezwungen werden.
Das Rennen wurde von einem Moment von Trauer begleitet, denn am selben Tag fand die Beerdigung des tödlich verunglückten Rennfahrers Wouter Weylandt statt. Daher dauerte es sehr lange, bis sich einige Fahrer vom Feld lösten, obwohl es viele Ausreißversuche gab. Daniel Moreno gewann zwischenzeitlich die erste Bergwertung. Elf Fahrer aus zehn verschiedenen Teams wagten schließlich einen Ausreißversuch, darunter zwei Fahrer vom italienischen Team Acqua & Sapone. Der Bestplatzierte in der Gesamtwertung aus dieser Gruppe war Christophe Le Mével (Team Garmin-Cervélo), der auf dem dritten Platz lag und die Chance hatte, ins Führendetrikot zu schlüpfen. Carlos Betancur gewann die zweite Bergwertung vor Valerio Agnoli, die dritte Bergwertung passierten sie in umgekehrter Reihenfolge. Le Mével war zwischenzeitlich virtueller Träger des rosa Trikots, da er nur 1:19 Minuten Rückstand hatte und sich der Vorsprung konstant zwei Minuten über eine lange Zeit hielt. Hinter ihnen machte das Team Saxo Bank-SunGard die Tempoarbeit im Feld, später auch das Pro Team Astana. Das Teamwork bei der Ausreißergruppe war zu Ende, als Daniel Moreno vom Team Katjuscha versuchte, 28 Kilometer vor dem Ziel den letzten Berg alleine zu erklimmen. Anstatt auf die anderen Mitstreiter, allen voran Simone Stortoni, der ihm nachsetzte, zu warten und die Chancen, bis ins Ziel zu kommen, zu steigern, fuhr er mit hohem Tempo weiter, bis ihm niemand mehr folgen konnte. So überquerte er auch als Erster den Zwischensprint. Währenddessen versuchte Le Mével in einer Verfolgergruppe den Vorsprung von Moreno zu verkleinern, musste aber auch aufpassen da Alberto Contador näher ran rückte. Danach machte sich Ignatas Konovalovas vom Movistar Team allein auf den Weg und schaffte es, Moreno 9,6 Kilometer vor dem Ziel abzufangen. Le Mével nahm in einer Fünfergruppe die Verfolgung auf, aus der heraus Stortoni und Steven Kruijswijk kurzzeitig attackierten. Der Vorsprung des Duos auf die Verfolger betrug zu diesem Zeitpunkt etwa 45 Sekunden. Bis drei Kilometer vor dem Ziel hatte das Hauptfeld alle anderen Ausreißer eingeholt. Die Tempoarbeit wurde von Lampre-ISD gemacht, um ihren Kapitän und Anwärter auf den Gesamtsieg Michele Scarponi weiter nach vorne zu bringen. Auf dem letzten Kilometer war der Rückstand auf elf Sekunden geschmolzen. Stefano Pirazzi versuchte einen Angriff, scheiterte aber. Dem Hauptfeld gelang es, bis auf das Duo vorn die Ausreißer abzufangen und John Gadret startete 200 Meter vor dem Ziel den Sprint und erwischte dabei das richtige Timing. Er überholte Moreno und fuhr als Erster ins Ziel, gefolgt von Joaquim Rodríguez und Giovanni Visconti. Die Favoriten Alberto Contador, Roman Kreuziger, Michele Scarponi und Vincenzo Nibali fuhren zeitgleich mit Gadret ins Ziel, wodurch sich in der Gesamtwertung nichts änderte.

### Zwischensprint
Zwischensprint in Recanati (129,7 km)
| Erster   | Daniel Moreno       | 5 P. |
| Zweiter  | Christophe Le Mével | 4 P. |
| Dritter  | Ignatas Konovalovas | 3 P. |
| Vierter  | Steven Kruijswijk   | 2 P. |
| Fünfter  | Simone Stortoni     | 1 P. |
| Sechster | Marco Marzano       | 0 P. |

### Bergwertungen
Monte Ripaberarda, Kategorie 4 (48,9 km)
| Erster  | Daniel Moreno | 3 P. |
| Zweiter | David Millar  | 2 P. |
| Dritter | Iwan Rowny    | 1 P. |

Monte Vidon Combatte, Kategorie 4 (73,1 km)
| Erster  | Carlos Betancur | 3 P. |
| Zweiter | Valerio Agnoli  | 2 P. |
| Dritter | Simone Stortoni | 1 P. |

Rapagnano, Kategorie 4 (91,3 km)
| Erster  | Valerio Agnoli    | 3 P. |
| Zweiter | Carlos Betancur   | 2 P. |
| Dritter | Steven Kruijswijk | 1 P. |

Morrovalle, Kategorie 4 (115,9 km)
| Erster  | Daniel Moreno   | 3 P. |
| Zweiter | Valerio Agnoli  | 2 P. |
| Dritter | Simone Stortoni | 1 P. |

## 12. Etappe am 19. Mai vonCastelfidardonachRavenna(184 km)
Vor Beginn der entscheidenden Rennphase in den Alpen und Dolomiten bot der flache zwölfte Tagesabschnitt, auf dem es nur eine Sprintwertung gab, noch einmal eine Chance für die Sprinter.
Auf dieser recht leichten Etappe wagten vier Fahrer relativ früh einen Ausreißversuch. Dies waren Stef Clement (Rabobank Cycling Team), Michał Gołaś (Vacansoleil-DCM), Miguel Mínguez (Euskaltel-Euskadi) und Davide Ricci Bitti (Farnese Vini-Neri Sottoli). Doch ihr Ausreißversuch war sehr übersichtlich, da der Vorsprung nie über vier Minuten lag, weil das Team HTC-Highroad im Hauptfeld die Tempoarbeit für ihren Sprinter Mark Cavendish machte. Den Zwischensprint gewann Bitti. Als es in Richtung Ziel ging, halfen im Feld auch andere Teams bei der Tempoarbeit. Nachdem zwölf Kilometer vor dem Ziel die Ausreißer wieder eingeholt wurden, stellten die anderen Teams die Führungsarbeit ein. HTC blieb trotzdem an der Front, um den Massensprint vorzubereiten und sich eine gute Ausgangssituation zu schaffen. Später schalteten sich aber auch andere Sprinterteams wieder ein. Lars Bak machte auf den letzten Kilometern die Tempoarbeit, bis er 3,5 Kilometer vor dem Ziel an Alex Rasmussen übergab. Zwei Kilometer vor dem Ende der Etappe gab es in der Mitte des Feldes einen Sturz von fünfzehn Fahrern, darunter auch Robert Hunter vom Team RadioShack, der sein Vorderrad wechseln musste. Dafür gab er Sacha Modolo (Colnago-CSF Inox) die Schuld, obwohl ein Fahrer von Androni Giocattoli den Unfall verursachte. Doch da der Unfall innerhalb der Drei-Kilometer-Zone stattfand, kamen sie zwar mit Verspätung, aber mit derselben Zeit ins Ziel wie das übrige Fahrerfeld. Rasmussen schickte 600 Meter vor dem Ziel Cavendish's Anfahrer Mark Renshaw ins Rennen. 200 Meter vor dem Ziel begann schließlich der Sprint und Renshaw brachte Cavendish in eine gute Position. Trotz eines Kopf-an-Kopf-Rennens mit dem Italiener Davide Appollonio von Sky ProCycling schaffte es der Brite sich seinen zweiten Etappensieg beim diesjährigen Giro zu sichern. Der Führende in der Punktewertung, Alessandro Petacchi, wurde Dritter.

### Zwischensprint
Zwischensprint in Cesenatico (134,1 km)
| Erster   | Davide Ricci Bitti | 5 P. |
| Zweiter  | Michał Gołaś       | 4 P. |
| Dritter  | Stef Clement       | 3 P. |
| Vierter  | Miguel Mínguez     | 2 P. |
| Fünfter  | Craig Lewis        | 1 P. |
| Sechster | František Raboň    | 0 P. |

## 13. Etappe am 20. Mai vonSpilimbergoauf denGroßglockner(167 km)
Der Eintritt des Giro in die Alpen erfolgte mit einer Etappe nach Österreich an den Großglockner. Vor der Auffahrt ins Ziel beim Glocknerhaus wurde eine Bergwertung der 1. Kategorie am Kasereck abgenommen, und auch die beiden Bergwertungen der 2. und die der 3. Kategorie zuvor hatten es in sich.
Insgesamt zehn Fahrer stiegen aus dem Giro aus, da es aus ihrer Sicht nichts mehr zu gewinnen gab. Darunter waren die Sprinter Mark Cavendish, Mark Renshaw (beide HTC-Highroad), der Träger des roten Trikots Alessandro Petacchi (Lampre-ISD), aber auch Gerald Ciolek vom Quickstep Cycling Team und Francisco José Ventoso. Daher übernahm Alberto Contador auch die Führung in der Punktewertung. Das Rennen begann mit vielen Angriffen und Gegenangriffen, aber kein Angriff konnte zu einem Ausreißversuch genutzt werden. Erst nach 41 Kilometern schafften es 16 Fahrer, sich vom Feld zu lösen. Das Movistar Team war mit Pablo Lastras und Branislau Samojlau das einzige Team, welches zwei Fahrer bei den Ausreißern stellte. Der Bestplatzierte in der Gesamtwertung war Pablo Lastras als 28. mit knapp sieben Minuten Rückstand auf Contador. Doch nicht Contador's Team Saxo Bank SunGard machte das Tempo, sondern die spanische Mannschaft Euskaltel-Euskadi, die ihrem Teamkapitän Igor Antón zu seinem ersten Etappensieg verhelfen wollten. Pablo Lastras gewann die Sprintwertung des Tages und Branislau Samojlau die ersten beiden Bergwertungen, womit er zwischenzeitlich virtueller Träger des Maglia Verdes war. An der ersten Bergwertung betrug der Vorsprung der Gruppe gut fünf Minuten und sank danach wieder etwas. Am Anstieg zum Iselsbergpass verschärfte Robert Kišerlovski das Tempo, ließ seine einstigen Begleiter hinter sich und gewann die Bergwertung. Die Verfolgergruppe wurde erneut von Samojlau über die Kuppe geführt. Kiserlovski fuhr einen Vorsprung von zeitweise über einer Minute auf die anderen Ausreißer heraus, an die das vom Team Euskaltel-Euskadi geführte Hauptfeld immer näher kam. Es holte langsam aber sicher die sich im Anstieg zum Kasereck zerstreuende Ausreißergruppe ein, nur noch Pieter Weening und Cayetano Sarmiento versuchten Kiserlovski noch einzuholen, was ihnen dreizehn Kilometer vor Schluss auch gelang. Doch nur ein paar Minuten später machten sich die starken Bergkletterer alleine auf den Weg zum Gipfel. José Rujano versuchte eine erste Attacke, gefolgt von Michele Scarponi. Gemeinsam fuhren sie ein Stückchen vor der Favoritengruppe. Sie scheiterten aber letztlich, genauso wie Dario Cataldo. Später begann Alberto Contador, sich von den anderen Fahrern abzusetzen, einzig José Rujano, mit dem er sich schon spannende Duelle zum Aufstieg des Ätnas geliefert hat, konnte ihm folgen. Dieses Mal arbeiten sie zusammen und fuhren acht Kilometer vor dem Gipfel eine wesentliche Lücke auf die Verfolger um Scarponi und Vincenzo Nibali heraus. Die Bergwertung am Kasereck gewann schließlich Rujano. Mit seinem zweiten Platz konnte Contador aber auch noch die Führung in der Bergwertung übernehmen. Einen Kilometer vor dem Ziel zeigte Contador keine Anstalten einen Sprint um den Sieg auszutragen und überließ dem Venezolaner auch den Etappensieg. Erst knapp eineinhalb Minuten später trafen als Nächstes die beiden Franzosen John Gadret und Hubert Dupont, beide vom Team ag2r La Mondiale ein, die sich von den anderen Favoriten absetzen konnten. Igor Antón, der sich ebenfalls aus dieser Gruppe absetzen konnte, landete auf dem fünften Platz. Die Gruppe um Nibali traf aber nur sieben Sekunden später im Ziel ein.

### Zwischensprint
Zwischensprint in Arta Terme (56,4 km)
| Erster   | Pablo Lastras          | 5 P. |
| Zweiter  | Alessandro Spezialetti | 4 P. |
| Dritter  | Cameron Meyer          | 3 P. |
| Vierter  | Branislau Samojlau     | 2 P. |
| Fünfter  | Alberto Losada         | 1 P. |
| Sechster | Kristof Vandewalle     | 0 P. |

### Bergwertungen
Passo di Monte Croce Carnico, Kategorie 2 (79,6 km)
| Erster  | Branislau Samojlau     | 10 P. |
| Zweiter | Alessandro Spezialetti | 6 P.  |
| Dritter | Pieter Weening         | 4 P.  |
| Vierter | Cayetano Sarmiento     | 2 P.  |
| Fünfter | Pablo Lastras          | 1 P.  |

Gailbergsattel, Kategorie 3 (99 km)
| Erster  | Branislau Samojlau     | 5 P. |
| Zweiter | Robert Kišerlovski     | 3 P. |
| Dritter | Alessandro Spezialetti | 2 P. |
| Vierter | Cayetano Sarmiento     | 1 P. |

Iselsbergpass, Kategorie 2 (127,5 km)
| Erster  | Robert Kišerlovski | 9 P. |
| Zweiter | Branislau Samojlau | 5 P. |
| Dritter | Pablo Lastras      | 3 P. |
| Vierter | Alberto Losada     | 2 P. |
| Fünfter | Andrea Noè         | 1 P. |

Kasereck, Kategorie 1 (159,8)
| Erster   | José Rujano      | 15 P. |
| Zweiter  | Alberto Contador | 9 P.  |
| Dritter  | Michele Scarponi | 5 P.  |
| Vierter  | Roman Kreuziger  | 3 P.  |
| Fünfter  | Vincenzo Nibali  | 2 P.  |
| Sechster | David Arroyo     | 1 P.  |

## 14. Etappe am 21. Mai vonLienzauf denMonte Zoncolan(172 km)
Eine der schwierigsten Etappen im Jahr 2011 startete in Osttirol und führte wieder zurück nach Italien. Nach zwei Bergen der 3. und einem der 2. Kategorie waren mit dem Monte Crostis, nach dessen Gipfel auch noch ein Schotter-Abschnitt absolviert werden hätten müssen, und dem Zoncolan zwei große Herausforderungen geplant. Hier hätte bereits eine Vorentscheidung im Gesamtklassement fallen können. Der Monte Crostis wurde jedoch aus der Etappe herausgenommen, da die Streckenführung dort sehr eng ist und eine zu hohe Gefahr für die Fahrer bestand. Des Weiteren würden die Teamfahrzeuge nur schwer durch die schmale Straße in der Abfahrt kommen, weswegen der Einsatz von Motorrädern geplant war. Von ursprünglich 210 Kilometern wurde die Etappe zunächst auf 190, später aufgrund von Protesten von Bauarbeitern, die die Strecke zum Monte Crostis präpariert haben, auf 172 Kilometer verkürzt. Damit fiel auch eine geplante Bergwertung der 2. Kategorie als Ersatz für den Monte Crostis weg, die sich in Tualis auf halber Strecke befinden sollte. Das Ziel war weiterhin am Monte Zoncolan.
In Tualis, einem Dorf mit 100 Einwohnern, hatten die Bewohner den Giro wochenlang vorbereitet. Der Dorfplatz war in Piazza Giro d’Italia umbenannt worden; dort war eine Skulptur in Form eines Fahrrades errichtet und eine Gedenkplakette eingelassen worden.  Die Änderung der Streckenführung, die erst am Abend vor dem Etappenstart bekannt wurde, sorgte für große Enttäuschung in dem kleinen Ort.
Das Hauptfeld, insbesondere das Team Saxo Bank SunGard um Alberto Contador, ließ es langsam angehen und gab den drei Ausreißern Matteo Rabottini (Farnese Vini-Neri Sottoli), Bram Tankink (Rabobank Cycling Team) und Gianluca Brambilla (Colnago-CSF Inox) einen großen Vorsprung. Da alle drei Fahrer keine Bergspezialisten sind, erlaubte sich das Hauptfeld ihnen bis zu zehn Minuten Vorsprung zu geben. Brambilla gewann alle drei vor dem Schlussanstieg übriggebliebenen Bergwertungen. An der dritten Bergwertung, dem Passo della Mauria, sprinteten Robert Kišerlovski und Filippo Savini um die letzten Bergpunkte. Als das Hauptfeld dem Monte Zoncolan näher kam, begann das Team von Vincenzo Nibali, Liquigas-Cannondale das Tempo zu forcieren. Als sich auch das Team Saxo Bank SunGard an der Arbeit beteiligte, schmolz der Vorsprung. Viereinhalb Minuten blieben den Ausreißern für die letzten zehn Kilometer übrig. Normalerweise würde das bedeuten, dass jemand aus dieser Gruppe sich den Tagessieg holen wird. Doch da das Streckenprofil über diese zehn Kilometer so extrem steil ist, wurde immer noch mit einem Sieg eines Favoriten gerechnet. Keine Autos durften auf den Zoncolan, um die Fahrer nicht zu behindern. Die Hauptgruppe verkleinerte sich deutlich auf etwa 30 Fahrer. 7,5 Kilometer vor dem Ziel griff Brambilla aus der bisherigen Spitzengruppe heraus an und konnte sich zwischenzeitlich etwas von Tankink absetzen. Rabottini war schon zuvor zurückgefallen. Gleichzeitig griff Joaquim Rodríguez aus dem Favoritenkreis an, doch Igor Antón und Gesamtführender Alberto Contador folgten, auch später Michele Scarponi. Igor Antón setzte nach und konnte sich weiter absetzen, es folgten Contador und Vincenzo Nibali sowie später auch Michele Scarponi. Unterdessen hängte vor Tankink Brambilla ab. Rodríguez fiel später in die Gruppe mit Roman Kreuziger und Denis Menschow zurück. Nibali versuchte immer wieder Contador und Scarponi abzuschütteln, doch der ließ sich nicht beirren und ließ ihm nur einen kleinen Vorsprung. Währenddessen fuhr John Gadret in die Gruppe mit Menschow vor. Antón überholte unterdessen Rabottini und Brambilla, später auch Tankink und setzte sich damit an die Spitze. Nibali, der wieder von Contador eingeholt wurde, bat ihn wiederholt, sich an der Tempoarbeit zu beteiligen, doch dieser lehnte ab. Scarponi fiel unterdessen aus dieser Gruppe zurück. Antón baute unterdessen seinen Vorsprung auf eine halbe Minute aus und gewann die Etappe. Hinter ihm griff Contador schließlich zweimal Nibali an und zog zuletzt kurz vor der Ziellinie an Nibali vorbei und kam sieben Sekunden vor ihm als Zweiter ins Ziel. Scarponi holte sich Platz vier, Menschow platzierte sich dahinter und Gadret belegte einen guten sechsten Platz.

### Zwischensprint
Zwischensprint in Villa Santina (139,9 km)
| Erster   | Matteo Rabottini     | 5 P. |
| Zweiter  | Bram Tankink         | 4 P. |
| Dritter  | Gianluca Brambilla   | 3 P. |
| Vierter  | Michael Mørkøv       | 2 P. |
| Fünfter  | Tiziano Dall’Antonia | 1 P. |
| Sechster | Pablo Lastras        | 0 P. |

### Bergwertungen
Passo di Monte Croce Comelico, Kategorie 3 (54 km)
| Erster  | Gianluca Brambilla | 5 P. |
| Zweiter | Matteo Rabottini   | 3 P. |
| Dritter | Bram Tankink       | 2 P. |
| Vierter | Matteo Tosatto     | 1 P. |

Passo di Sant’Antonio, Kategorie 3 (69,6 km)
| Erster  | Gianluca Brambilla | 5 P. |
| Zweiter | Bram Tankink       | 3 P. |
| Dritter | Matteo Rabottini   | 2 P. |
| Vierter | Filippo Savini     | 1 P. |

Passo della Mauria, Kategorie 2 (96,2 km)
| Erster  | Gianluca Brambilla | 10 P. |
| Zweiter | Matteo Rabottini   | 6 P.  |
| Dritter | Bram Tankink       | 4 P.  |
| Vierter | Robert Kišerlovski | 2 P.  |
| Fünfter | Filippo Savini     | 1 P.  |

Bergankunft auf dem Monte Zoncolan, Kategorie 1 (172 km)
| Erster   | Igor Antón       | 15 P. |
| Zweiter  | Alberto Contador | 9 P.  |
| Dritter  | Vincenzo Nibali  | 5 P.  |
| Vierter  | Michele Scarponi | 3 P.  |
| Fünfter  | Denis Menschow   | 2 P.  |
| Sechster | John Gadret      | 1 P.  |

## 15. Etappe am 22. Mai vonConeglianonachGardeccia/Val di Fassa(229 km)
Vor dem letzten Ruhetag des Rennens wartete erneut eine schwere und lange Prüfung in den Bergen. Mit insgesamt vier Bergen der 1. Kategorie, unter anderem dem Passo Fedaia und der Bergankunft im Val di Fassa, sowie einer Bergwertung der 2. Kategorie, die auf das Fahrerfeld warteten, war es die Königsetappe des diesjährigen Giro. Mit dem Passo Giau wird zudem die Cima Coppi, also der höchste Punkt des diesjährigen Rennens mit 2236 m, erreicht.
Bei dieser Etappe gab es von Anfang an viele Angriffe, unter anderem von Emanuele Sella, zunächst noch ohne Erfolg. Etwas später konnte er sich aber mit sechs anderen Fahrern vom Hauptfeld lösen, darunter Jaroslaw Popowytsch, der ebenso schon mal versuchte mit zehn weiteren Fahrer auszureißen, dieses Unternehmen scheiterte allerdings ebenfalls. Ihnen folgte eine weitere elfköpfige Gruppe. Später fiel aus der Spitzengruppe ein Fahrer in die Verfolgergruppe zurück. Nach etwa 50 Kilometern vereinigten sich die beiden Gruppen. Prominente Fahrer wie Stefano Garzelli, Danilo Di Luca, Carlos Sastre und Pieter Weening gehörten nun zur Spitzengruppe. Zuvor gewann Sella die erste Bergwertung. In der Abfahrt nahm Jan Bakelants die Verfolgung auf und schloss zur Spitzengruppe auf, Olivier Kaisen fiel dagegen wieder zurück. Der Zeitvorsprung der Gruppe wuchs und wuchs, beim zweiten Anstieg hatten sie bereits einen Vorsprung von knapp zehn Minuten. Liquigas-Cannondale, die genauso wie Saxo Bank-SunGard niemand in der Spitzengruppe hatte, machte mit Vincenzo Nibali die Führungsarbeit im Peloton. Garzelli gewann den Sprint um die Bergpunkte dieser zweiten Bergwertung. Danach teilte sich die Spitze in zwei Gruppen, es gab erneut eine siebenköpfige Gruppe, darunter Di Luca und Popowytsch, und elf Verfolger. Es kam aber erneut zum Zusammenschluss und der Vorsprung wuchs nun auf über zehn Minuten. Johnny Hoogerland erhob Anspruch auf die Bergwertung auf dem Passo Giau und das damit verbundene Preisgeld, indem er attackierte. Sella versuchte zu folgen, kam aber nicht weg. Schnell erreichte er einen Vorsprung von einer Minute auf seine Mitstreiter, doch Stefano Garzelli und Mikel Nieve taten sich zusammen und fuhren die Lücke zu Hoogerland noch vor der Bergwertung zu. Nieve fiel aber wieder zurück, sodass Garzelli allein zu Hoogerland aufschloss und ihn überholte. Hoogerland und Nieve bildeten danach kurz ein Verfolgerduo, bevor der Niederländer zurückfiel. Garzelli konnte am Cima Coppi 45 Sekunden zwischen sich und Nieve legen, Hoogerland hatte einen Rückstand von 1:25 Minuten, die anderen Ausreißer 1:44 Minuten. Aus dem Hauptfeld machten sich Joaquim Rodríguez und David Arroyo gemeinsam auf den Weg, hinter ihnen bildete sich die nun von Saxo-Bank geführte Gruppe der anderen Favoriten. Vor der Kuppe griff Alberto Contador an und erreichte mit Rodríguez, Arroyo und José Rujano ein paar Sekunden vor den anderen Favoriten Michele Scarponi, Roman Kreuziger, Denis Menschow und Igor Antón als fünfte Verfolgergruppe die Bergkuppe. In der Abfahrt konnte sich Vincenzo Nibali absetzen, rund eine halbe Minute betrug sein Vorsprung auf Contador zeitweise. Er versuchte, zu Nieve aufzuschließen und Contador auf Distanz zu halten, doch nach der Abfahrt gab er das Unternehmen auf. Hinter ihm schlossen sich die Contador- und die Antón-Gruppe wieder zusammen. Hinter Garzelli fuhren Nieve und Jan Bakelants kurz zusammen, später löste sich Nieve von ihm. Am vierten Berg griff aus der Contador-Gruppe Arroyo, später der Gesamtführende selbst an und holte Arroyo mit zwei Begleitern wieder ein. Nibali fiel daraufhin aus der nachfolgenden Favoritengruppe heraus. Kurz darauf wurde Hoogerland wieder eingeholt. Garzelli holte sich unterdessen auch die volle Zahl an Bergpunkten beim Passo Fedaia und hatte am Anstieg einen Vorsprung von sechs Minuten auf Rujano. In der Abfahrt konnte Nibali wieder zur Contador-Gruppe aufschließen. Jedoch befand sich Antón nicht mehr in dieser Gruppe, andere Fahrer setzten sich ab. Bei Garzelli schwanden langsam die Kräfte und Nieve schaffte es am Anfang des Schlussanstiegs, knapp sechs Kilometer vor dem Ziel, den Italiener einzuholen. Da Nieve noch frischer war, zog er davon. Contador griff erneut die Favoritengruppe an und holte Bakelants ein. Nieve gewann souverän die Etappe und hatte am Ende einen Vorsprung von 1:41 Minuten auf Garzelli, der das Maglia Verde übernahm. Alberto Contador wurde Dritter und konnte seinen Vorsprung in der Gesamtwertung auf fast alle Konkurrenten ausbauen. Die weiteren Favoriten trafen danach einzeln oder in kleinen Gruppen ein. Nibali verlor über eineinhalb Minuten auf den Spanier.

### Zwischensprint
Zwischensprint in Rocca Pietore (190,4 km)
| Erster   | Stefano Garzelli   | 5 P. |
| Zweiter  | Jan Bakelants      | 4 P. |
| Dritter  | Mikel Nieve        | 2 P. |
| Vierter  | Kevin Seeldraeyers | 2 P. |
| Fünfter  | Emanuele Sella     | 1 P. |
| Sechster | Danilo Di Luca     | 0 P. |

### Bergwertungen
Piancavallo, Kategorie 1 (43,3 km)
| Erster   | Emanuele Sella             | 15 P. |
| Zweiter  | Johnny Hoogerland          | 9 P.  |
| Dritter  | Jaroslaw Popowytsch        | 5 P.  |
| Vierter  | Kevin Seeldraeyers         | 3 P.  |
| Fünfter  | Francisco Javier Aramendia | 2 P.  |
| Sechster | Aljaksandr Kuschynski      | 1 P.  |

Forcella Cibiana, Kategorie 2 (123,1 km)
| Erster  | Stefano Garzelli  | 9 P. |
| Zweiter | Emanuele Sella    | 5 P. |
| Dritter | Johnny Hoogerland | 3 P. |
| Vierter | Jan Bakelants     | 2 P. |
| Fünfter | Johann Tschopp    | 1 P. |

Passo Giau, Cima Coppi (171,8 km)
| Erster   | Stefano Garzelli   | 21 P. |
| Zweiter  | Mikel Nieve        | 15 P. |
| Dritter  | Johnny Hoogerland  | 9 P.  |
| Vierter  | Danilo Di Luca     | 5 P.  |
| Fünfter  | Kevin Seeldraeyers | 3 P.  |
| Sechster | Jan Bakelants      | 2 P.  |
| Siebter  | Philip Deignan     | 1 P.  |

Passo Fedaia, Kategorie 1 (210,4 km)
| Erster   | Stefano Garzelli   | 15 P. |
| Zweiter  | Mikel Nieve        | 9 P.  |
| Dritter  | Jan Bakelants      | 5 P.  |
| Vierter  | Emanuele Sella     | 3 P.  |
| Fünfter  | Kevin Seeldraeyers | 2 P.  |
| Sechster | José Rujano        | 1 P.  |

Bergankunft im Val di Fassa, Kategorie 1 (229 km)
| Erster   | Mikel Nieve      | 15 P. |
| Zweiter  | Stefano Garzelli | 9 P.  |
| Dritter  | Alberto Contador | 5 P.  |
| Vierter  | Michele Scarponi | 3 P.  |
| Fünfter  | John Gadret      | 2 P.  |
| Sechster | José Rujano      | 1 P.  |

## 16. Etappe am 24. Mai vonBellunonachNevegal(12,6 km,Bergzeitfahren)
Nach dem zweiten Ruhetag hat ein Bergzeitfahren auf einen Anstieg der 1. Kategorie weitere Zeitabstände im Gesamtklassement gebracht. Der zu bewältigende Berg war maximal 14 % steil.
Matthew Wilson eröffnete das Rennen. Stef Clement hielt einige Zeit die Bestzeit mit 30:28 Minuten. Sie wurde zuerst von Branislau Samojlau unterboten, der eine Zeit von 29:54 Minuten erreichte. Eine Sekunde vor ihm platzierte sich Marco Pinotti, dessen Zeit kurz darauf von Stefano Garzelli erneut um zwölf Sekunden unterboten wurde. Roman Kreuziger kam mit drei Sekunden Rückstand auf ihn ins Ziel, weitere drei Sekunden dahinter platzierte sich Denis Menschow. Der überraschend starke José Rujano aus Venezuela unterbot Garzellis Bestzeit später um weitere sieben Sekunden. Der Gesamtdritte Vincenzo Nibali war nochmals fünf Sekunden schneller. Hinter ihm platzierte sich Michele Scarponi mit vier Sekunden Rückstand. Der zuletzt gestartete Gesamtführende Alberto Contador konnte allerdings mit 34 Sekunden Vorsprung auf den Gesamtdritten den Sieg einfahren. Von den Mitfavoriten auf den Gesamtsieg verlor als Sechstplatzierter der Spanier Mikel Nieve als 36. am meisten Zeit.
Damit konnte Alberto Contador seinen Vorsprung auf den Zweitplatzierten Michele Scarponi bis auf 4:58 Minuten ausbauen.

### Zwischenstände
1. Zwischenzeitmesspunkt (5,3 km)
| Erster   | Vincenzo Nibali    | 7:44 min   |
| Zweiter  | Stef Clement       | + 0:01 min |
| Dritter  | Kanstanzin Siuzou  | + 0:02 min |
| Vierter  | Joaquim Rodríguez  | + 0:03 min |
| Fünfter  | Marco Pinotti      | + 0:04 min |
| Sechster | Stefano Garzelli   | + 0:05 min |
| Siebter  | Roman Kreuziger    | + 0:07 min |
| Achter   | Maxim Belkow       | + 0:09 min |
| Neunter  | Michele Scarponi   | gl. Zeit   |
| Zehnter  | Branislau Samojlau | gl. Zeit   |

### Bergwertungen
Nevegal, Kategorie 1 (12,6 km)
| Erster   | Alberto Contador | 15 P. |
| Zweiter  | Vincenzo Nibali  | 10 P. |
| Dritter  | Michele Scarponi | 6 P.  |
| Vierter  | José Rujano      | 4 P.  |
| Fünfter  | Stefano Garzelli | 2 P.  |
| Sechster | Roman Kreuziger  | 1 P.  |

## 17. Etappe am 25. Mai vonFeltrenachTirano(230 km)
Auf dieser Etappe wurden zwei Berge der Kategorie 2 und 3 gefahren. Doch die letzten sieben Kilometer waren eher flach. Die Etappe sollte ursprünglich 16 Kilometer länger sein, doch die Strecke wurde nach Sicherheitsbedenken verkürzt.
Nach etwa 50 Kilometern konnte sich eine 16-köpfige Spitzengruppe absetzen, zu der unter anderem Kanstanzin Siuzou gehörte, der auch für die Tempoarbeit suchte. Zu der Gruppe gehörten auch Christophe Le Mével, Jan Bakelants und Pablo Lastras. Sie konnten über sieben Minuten Vorsprung herausfahren. Im Feld machte das Team Liquigas-Cannondale das Tempo. Ben Gastauer gewann die erste Bergwertung, Leonardo Giordani fiel an diesem Berg zurück und wurde später wieder vom Feld eingefangen. In der Abfahrt stieg auch Geox-TMC in die Tempoarbeit des Feldes ein, wodurch sich der Rückstand weiter verkürzte. Bakelants gewann unterdessen den Zwischensprint. Am zweiten Berg endete die Einigkeit der Spitzengruppe und es gab mehrere Angriffe. Hubert Dupont, Siuzou und Mathias Frank schafften es aber nicht, die Gruppe zu sprengen, aus der aber weitere Fahrer herausfielen, darunter auch Le Mével. Die Bergwertung gewann schließlich Lastras. Der Vorsprung der Gruppe änderte sich dabei nicht entscheidend. Nach der Abfahrt konnten sich Lastras, Giovanni Visconti, Bakelandts und Diego Ulissi absetzen. Letztgenannter eröffnete den Sprint, hinter ihm fuhr Visconti. Ulissi machte aber die Tür für seinen Landsmann zu, der seinerseits dann aber ihn wegschubste. Lastras fuhr zwar als Erster über den Zielstrich, wurde aber für dieses unsportliche Verhalten distanziert und Ulissi zum Etappensieger vor Lastras erklärt. Bakelants wurde mit kleinem Rückstand Vierter. Die restlichen Ausreißer wurden von Fabio Taborre angeführt. Luca Mazzanti führte das Feld, das noch einen weiteren Ausreißer einfangen konnte, mit knapp drei Minuten Rückstand über die Ziellinie. Kurz zuvor erreichte Le Mével mit einem Rückstand von über zweieinhalb Minuten als Letzter der Ausreißergruppe das Ziel.

### Zwischensprint
Zwischensprint in Edolo (195,5 km)
| Erster   | Jan Bakelants     | 5 P. |
| Zweiter  | Kanstanzin Siuzou | 4 P. |
| Dritter  | Pablo Lastras     | 3 P. |
| Vierter  | Hubert Dupont     | 2 P. |
| Fünfter  | Giovanni Visconti | 1 P. |
| Sechster | Alberto Losada    | 0 P. |

### Bergwertungen
Passo del Tonale, Kategorie 2 (166,2 km)
| Erster  | Ben Gastauer      | 9 P. |
| Zweiter | Hubert Dupont     | 5 P. |
| Dritter | Jan Bakelants     | 3 P. |
| Vierter | Alberto Losada    | 2 P. |
| Fünfter | Giovanni Visconti | 1 P. |

Aprica, Kategorie 3 (211,5 km)
| Erster  | Pablo Lastras     | 5 P. |
| Zweiter | Giovanni Visconti | 3 P. |
| Dritter | Kanstanzin Siuzou | 2 P. |
| Vierter | Fabio Taborre     | 1 P. |

## 18. Etappe am 26. Mai vonMorbegnonachSan Pellegrino Terme(151 km)
Auf dem achtzehnten Tagesabschnitt stellte sich den Fahrern nach dem flachen Abschnitt bis zur Sprintwertung nur der kleinere Passo di Ganda in den Weg.
Die Etappe wurde mit einem Stundenmittel von über 53 km/h in der ersten Stunde extrem schnell begonnen und es gelang keinem Fahrer, sich abzusetzen. Den hart ausgefahrenen Zwischensprint gewann den Jan Bakelants. Erst danach konnte sich eine 17-köpfige Gruppe absetzen, die von drei weiteren Fahrern verfolgt wurde. Kurz darauf kam es zum Zusammenschluss der Gruppen. Direkt danach konnte sich aus dieser Gruppe wiederum Jérôme Pineau absetzen, fünf weitere Fahrer folgten ihm. In der nunmehrigen Verfolgergruppe befanden sich unter anderem Carlos Sastre und erneut Jan Bakelants. Am zweiten Berg wurde aus dem Sextett vorn wurde ein Trio aus Kevin Seeldraeyers, Marco Pinotti sowie Eros Capecchi. Letztgenannter gewann die Bergwertung. Gianluca Brambilla und Paolo Tiralongo, die sich zwischen die Spitze und die weiteren Verfolger gesetzt hatten, holten die letzten Bergpunkte. Ein weiteres Trio aus Ángel Vicioso, Pineau und Giovanni Visconti fuhren noch vor den restlichen Ausreißern, fielen aber später wieder zurück. Capecchi gewann den Sprint des Spitzentrios um den Etappensieg. Pinotti machte den italienischen Doppelsieg perfekt. Tiralongo und Brambilla kommen mit über einer Minute Rückstand ins Ziel. Es folgten die Solisten Dario Cataldo und Alberto Losada. Russell Downing führte die verbliebenen elf Verfolger mit über viereinhalb Minuten Rückstand ins Ziel, zwei weitere Fahrer fielen zwischenzeitlich ins Feld zurück, dass mit über sechs Minuten Rückstand das Ziel erreichte, angeführt von Jurij Kriwzow. Auf den vorderen Plätzen der Gesamtwertung gab es keine Veränderungen.

### Zwischensprint
Zwischensprint in Bergamo (91,8 km)
| Erster   | Jan Bakelants  | 5 P. |
| Zweiter  | Bram Tankink   | 4 P. |
| Dritter  | Marco Pinotti  | 2 P. |
| Vierter  | Dario Cataldo  | 2 P. |
| Fünfter  | Alberto Losada | 1 P. |
| Sechster | Philip Deignan | 0 P. |

### Bergwertung
Passo di Ganda, Kategorie 2 (120,9 km)
| Erster  | Marco Pinotti      | 9 P. |
| Zweiter | Eros Capecchi      | 5 P. |
| Dritter | Kevin Seeldraeyers | 3 P. |
| Vierter | Gianluca Brambilla | 2 P. |
| Fünfter | Paolo Tiralongo    | 1 P. |

## 19. Etappe am 27. Mai vonBergamonachMacugnaga(209 km)
Der neunzehnte Tagesabschnitt endete wieder mit einer Bergankunft in Macugnaga, zuvor musste der Mottarone erklommen werden. Der Zwischensprint wurde zwischen den beiden Bergen ausgetragen.
Lars Bak (HTC-Highroad), Jérôme Pineau (Quick Step) und Matteo Rabottini (Farnese Vini-Neri Sottoli) bildeten die Spitzengruppe des Tages, die sich wieder erst nach etwa 50 Kilometern absetzen konnte. Die erste Bergwertung gewann Pineau. Stefano Garzelli, Führender der Bergwertung, holte mit einer Attacke als Vierter noch drei Punkte und schloss in der Abfahrt zur Spitzengruppe auf. Mickaël Chérel (Ag2r La Mondiale) und Johann Tschopp (BMC Racing Team) bildeten ein Verfolgerduo und schlossen ebenfalls auf. Schnell vergrößerte sich der Vorsprung des Sextetts auf deutlich über drei Minuten. Bak gewann etwas später den Zwischensprint. Craig Lewis stürzte schwer und musste mit dem Rettungswagen abtransportiert werden. Pinau attackierte am Beginn des Schlussanstiegs. Bak wurde bereits vom nur eine knappe halbe Minute hinter der Spitze fahrenden Feld geschluckt, kurz darauf wurden auch die anderen Ausreißer wieder eingefangen, lediglich Pineau und Rabottini konnten sich noch länger vorn halten und ihren Vorsprung zunächst wieder ausbauen, wurden aber kurz darauf auch wieder von der Hauptgruppe eingeholt, die zu diesem Zeitpunkt noch aus etwa 50 Fahrern bestand. Sieben Kilometer vor dem Ziel gab es die ersten Attacken, wobei sich Paolo Tiralongo absetzen konnte, der von Danilo Di Luca verfolgt wurde. Hubert Dupont setzte die nächste Attacke, Joaquim Rodríguez konterte. Kurz vor dem Ziel fuhren auch Alberto Contador und Vincenzo Nibali nach vorn und holten den immer noch führenden Tiralongo ein, überließ ihm jedoch den Etappensieg, konnte aber damit seinen Vorsprung in der Gesamtwertung ausbauen. Nibali fuhr auf den dritten Platz, Michele Scarponi verlor als Siebter etwas Zeit auf Contador.

### Zwischensprint
Zwischensprint in Ornavasso (165 km)
| Erster   | Lars Bak         | 5 P. |
| Zweiter  | Johann Tschopp   | 4 P. |
| Dritter  | Stefano Garzelli | 2 P. |
| Vierter  | Jérôme Pineau    | 2 P. |
| Fünfter  | Mickaël Chérel   | 1 P. |
| Sechster | Matteo Rabottini | 0 P. |

### Bergwertungen
Mottarone, Kategorie 1 (135,3 km)
| Erster   | Jérôme Pineau    | 15 P. |
| Zweiter  | Matteo Rabottini | 9 P.  |
| Dritter  | Lars Bak         | 5 P.  |
| Vierter  | Stefano Garzelli | 3 P.  |
| Fünfter  | Johann Tschopp   | 2 P.  |
| Sechster | Mickaël Chérel   | 1 P.  |

Bergankunft Macugnaga, Kategorie 3 (209 km)
| Erster  | Paolo Tiralongo  | 5 P. |
| Zweiter | Alberto Contador | 3 P. |
| Dritter | Vincenzo Nibali  | 2 P. |
| Vierter | John Gadret      | 1 P. |

## 20. Etappe am 28. Mai vonVerbanianachSestriere(242 km)
Der vorletzte Tagesabschnitt war eine der längeren Etappen und endete mit den beiden schweren Bergen Colle delle Finestre, der teilweise aus nicht asphaltierter Naturstraße bestand, und der Bergankunft in Sestriere. Zuvor wurde eine Sprintwertung in Turin ausgetragen.
Es bildete sich wieder eine größere Spitzengruppe, aus der heraus Sebastian Lang die Sprintwertung gewann. An der Bergwertung zum Finestre griff Wassil Kiryjenka aus der Spitzengruppe heraus an und hatte zu diesem Zeitpunkt etwa vier Minuten Vorsprung. Das Team Liquigas-Cannondale machte die Tempoarbeit in der Verfolgung. José Rujano und Ángel Vicioso aus dem Team Androni Giocattoli attackierten in der Steigung, kurz darauf fuhr Rujano jedoch allein und machte sich auf die Verfolgung von Kiryjenka, wobei er zunächst den Rest der Ausreißergruppe erreichte, zu der auch Jaroslaw Popowytsch gehörte. Unterdessen verlor Roman Kreuziger den Anschluss zur Gruppe um das Maglia Rosa. Rujano fuhr weiter nach vorn, während Kiryjenkas Vorsprung auf die Favoritengruppe auf deutlich über fünf Minuten wuchs. Unterdessen geriet auch Vincenzo Nibali in Schwierigkeiten. Rujano hatte an der Bergwertung einen Rückstand von 3:45 Minuten, die Gruppe um Contador mehr als fünf Minuten. Nibali hatte weitere 15 Sekunden Rückstand, kam aber in der Abfahrt wieder heran und setzte sich sogar ab. Rujanos Rückstand auf Kiryjenka wuchs am Schlussanstieg wieder auf über vier Minuten. Kreuziger kam auch wieder an die Favoritengruppe heran und griff sogar an. Kurz darauf griff auch Joaquim Rodríguez an, dem Denis Menschow und John Gadret folgten. Später war Rodríguez allein unterwegs, Menschow ging später erneut in dessen Verfolgung. Währenddessen stieg der Vorsprung von Kiryjenka auf die Favoritengruppe auf über sieben Minuten. Rodríguez fuhr zu dem vor ihm fahrenden Kolumbianer Carlos Betancur auf. Gadret, der seinen vierten Rang in der Gesamtwertung sichern wollte, griff nun auch an und fuhr zu Menschow vor. Unterdessen erreichte Kiryjenka das Ziel und feierte seinen souveränen Etappensieg. In der Favoritengruppe gingen die Attacken weiter, auch Nibali setzte sich kurz ab. Rujano erreichte das Ziel mit 4:43 Minuten Rückstand als Zweiter, Rodríguez erreichte es weitere sieben Sekunden später. Betancur und Gadret waren die Nächsten. Die Contador-Gruppe, zu der auch Scarponi, Steven Kruijswijk und Menschow gehörten, kam mit einem Rückstand von knapp sechs Minuten ins Ziel. Weitere 18 Sekunden später erreichte Kreuziger das Ziel, Nibali weitere vier Sekunden. Damit vergrößerten sich die Abstände in der Gesamtwertung weiter.

### Zwischensprint
Zwischensprint in Turin (144,1 km)
| Erster   | Sebastian Lang     | 5 P. |
| Zweiter  | Frederik Veuchelen | 4 P. |
| Dritter  | Luca Mazzanti      | 2 P. |
| Vierter  | Kevin Seeldraeyers | 2 P. |
| Fünfter  | Miguel Mínguez     | 1 P. |
| Sechster | Wassil Kiryjenka   | 0 P. |

### Bergwertungen
Colle delle Finestre, Kategorie 1 (214,4 km)
| Erster   | Wassil Kiryjenka  | 15 P. |
| Zweiter  | José Rujano       | 9 P.  |
| Dritter  | Carlos Betancur   | 5 P.  |
| Vierter  | Joaquim Rodríguez | 3 P.  |
| Fünfter  | Alberto Contador  | 2 P.  |
| Sechster | Steven Kruijswijk | 1 P.  |

Bergankunft Sestriere, Kategorie 2 (242 km)
| Erster  | Wassil Kiryjenka  | 9 P. |
| Zweiter | José Rujano       | 5 P. |
| Dritter | Joaquim Rodríguez | 3 P. |
| Vierter | Carlos Betancur   | 2 P. |
| Vierter | John Gadret       | 1 P. |

## 21. Etappe am 29. Mai inMailand(26 km;Einzelzeitfahren)
Beim abschließenden Einzelzeitfahren gab es zwei Zwischenzeitmesspunkte bei 8,9 und 18,1 km. Die Etappe sollte ursprünglich 5,5 km länger sein, wurde aber wegen einer Stichwahl für den Posten des Oberbürgermeisters der Stadt verkürzt.
Um 14:20 Uhr ging der erste Fahrer an den Start. David Millar fuhr die Strecke in einer Zeit von 30:13 Minuten, womit er zum Etappensieger wurde. Mit sieben Sekunden Rückstand erreichte Alex Rasmussen den zweiten Platz. Jaroslaw Popowytsch fuhr mit 55 Sekunden Rückstand zwischenzeitlich auf Platz vier, zwölf Sekunden hinter Richie Porte. Mit 36 Sekunden Rückstand schon sich Alberto Contador noch auf den dritten Platz. Bei der ersten Zwischenzeitmessung hatte er aber noch eine Sekunde Vorsprung vor Millar. Er konnte seinen Vorsprung auf Michele Scarponi in der Gesamtwertung auf 6:10 Minuten ausbauen, da dieser mit einem Rückstand von 1:28 Minuten ins Ziel kam. Vincenzo Nibali brauchte für die Strecke 1:18 Minuten länger als Millar, was einen Rückstand von 42 Sekunden auf Contador und einen Vorsprung auf Scarponi von lediglich zehn Sekunden bedeutete. In der Gesamtwertung lag Nibali somit 6:56 Minuten hinter Contador. Roman Kreuziger war zwei Sekunden schneller als Scarponi, womit er sich in der Gesamtwertung auf den sechsten Platz schob.